# Powiat siemiatycki
Powiat siemiatycki – powiat w Polsce (województwo podlaskie), utworzony w 1999 roku w ramach reformy administracyjnej. Jego siedzibą jest miasto Siemiatycze. Powiat położony jest na południu województwa podlaskiego. Graniczy z Białorusią, podlaskimi powiatami hajnowskim, bielskim i wysokomazowieckim, lubelskim powiatem bialskim, mazowieckimi powiatami łosickim, siedleckim i sokołowskim. Południową granicę powiatu, z województwami lubelskim i mazowieckim wyznacza rzeka Bug.
Według danych z 31 grudnia 2019 roku powiat zamieszkiwały 44 193 osoby. Natomiast według danych z 30 czerwca 2020 roku powiat zamieszkiwało 43 910 osób.

## Gminy powiatu siemiatyckiego
W skład powiatu wchodzi 9 gmin:
- gminy miejskie: Siemiatycze
- gminy miejsko-wiejskie: Drohiczyn
- gminy wiejskie: Dziadkowice, Grodzisk, Mielnik, Milejczyce, Nurzec-Stacja, Perlejewo, Siemiatycze
- miasta: Siemiatycze, Drohiczyn

## Demografia

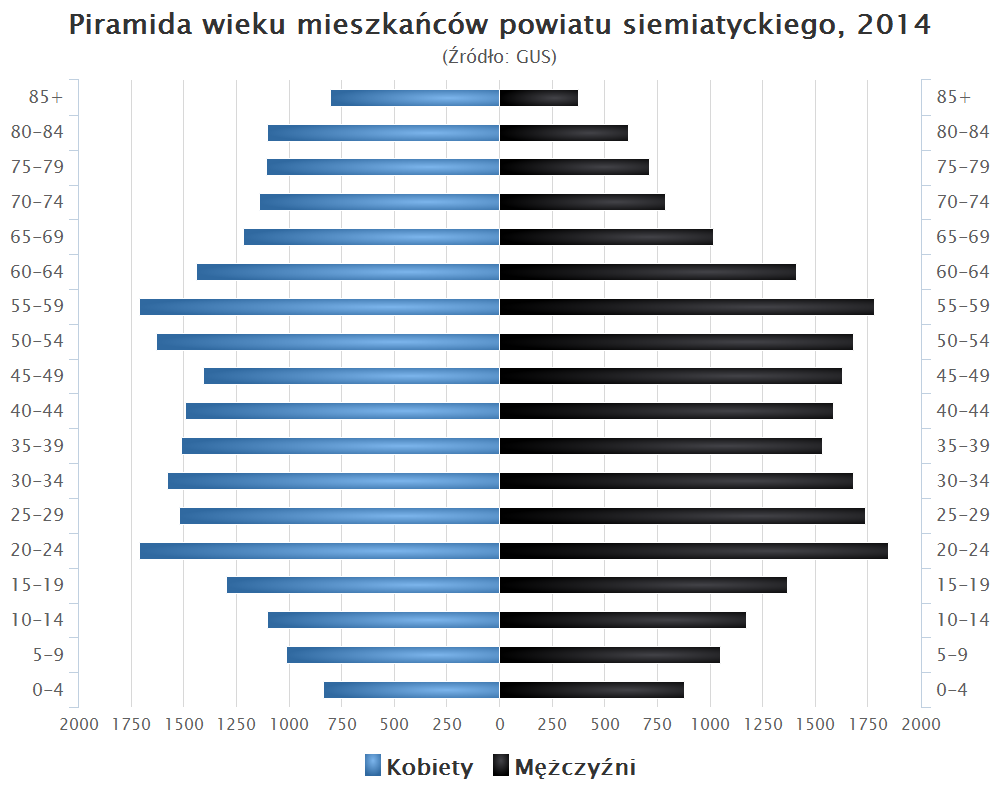
Piramida wieku mieszkańców powiatu siemiatyckiego w 2014 roku

Liczba ludności (dane z 30 czerwca 2012):
|        | Ogółem | Ogółem | Kobiety | Kobiety | Mężczyźni | Mężczyźni |
| osób   | %      | osób   | %       | osób    | %         |           |
| ------ | ------ | ------ | ------- | ------- | --------- | --------- |
| Ogółem | 47 611 | 100    | 24 186  | 50,80   | 23 425    | 49,20     |
| Miasto | 17 049 | 35,81  | 8904    | 18,70   | 8145      | 17,11     |
| Wieś   | 30 562 | 64,19  | 15 282  | 32,10   | 15 280    | 32,09     |

▶Wieś vs ▶miasto
Ogółem (▶k, ▶m)
Miasto (▶k, ▶m)
Wieś (▶k, ▶m)

## Historia
Po III rozbiorze Polski i Litwy teren powiatu należał do Prus. W 1807 roku (traktat tylżycki) przeszedł pod jurysdykcję Rosji. Po 1918 roku obszar dzisiejszego powiatu siemiatyckiego znalazł się w województwie białostockim, w obrębie powiatu bielskiego. Powiat siemiatycki powstał po II wojnie światowej. Przestał istnieć w 1975 roku, w związku z ówczesną reformą administracyjną. 1 stycznia 1999 r. nastąpiła jego reaktywacja. W stosunku do obszaru sprzed 1975 roku, powiat został zmniejszony o teren gminy Ciechanowiec.
W powiecie siemiatyckim znajdują się dwa miasta: Siemiatycze i Drohiczyn. W granicach powiatu zamieszkuje duża liczba wyznawców prawosławia (ok. 30% mieszkańców). W powiecie siemiatyckim zamieszkuje także wiele osób narodowości białoruskiej. Według wyników ostatniego spisu powszechnego stanowią oni 17% mieszkańców gminy Nurzec-Stacja oraz 13% mieszkańców gminy Milejczyce.

## Środowisko przyrodnicze
Teren powiatu stanowią równinne i lekko faliste tereny Wysoczyzny Drohickiej ukształtowane przez zlodowacenie środkowopolskie. Uwagę zwracają duże kompleksy leśne (32% ogółu powierzchni). W przyrodzie do dzisiejszych czasów zachował się duży kompleks pierwotnej Puszczy Mielnickiej. Szczególnie cenne pod względem przyrodniczym tereny objęte są ochroną rezerwatową. Rezerwat Grąd Radziwiłłowski obejmuje fragment grądu reprezentującego starodrzewie dawnej Puszczy Mielnickiej. Rezerwat Góra Uszeście na skraju miejscowości Mielnik chroni kserotermiczną roślinność stromej skarpy nadbużańskiej. Rezerwat Sokóle w gminie Nurzec-Stacja to starodrzew z dominacją dębu w drzewostanie i dolnym piętrem grabowym. W zespole przyrodniczo-krajobrazowym Głogi (gmina Mielnik) można zaobserwować dobrze zachowane twory polodowcowe, które stanowi seria wzniesień, poprzecinanych siecią wąwozów. Powiat położony jest w dolinie środkowego Bugu (Podlaski Przełom Bugu), która cechuje się unikatowymi walorami przyrodniczo-krajobrazowymi.

## Turystyka
Na obszarze powiatu wytyczono szereg szlaków turystycznych:
- Szlak Nadbużański (28 km, znaki czerwone : Tonkiele – Wólka Zamkowa – Drohiczyn – Zajęczniki – Wólka Nadbużna – Turna Mała)
- Szlak Doliny Moszczonej, rozciągający się wzdłuż malowniczej doliny rzeki Moszczonej (24 km: Nurzec-Stacja – Moszczona Pańska – Sycze – Grabarka – Oksiutycze – Szerszenie – Olendry)
- Szlak Bunkrów (23 km, znaki niebieskie : Wólka Nadbużna – Anusin – Olendry – Maćkowicze – Osłowo – Mielnik)
- Szlak Powstania styczniowego, spacerowy szlak wokół Siemiatycz, nawiązujący nazwą do bitwy powstania styczniowego 6–7 lutego 1863, o długości 24 km (znaki czerwone )
- Szlak Kupiecki – część wschodnia tego szlaku obejmuje miejscowości Siemiatycze, Słowiczyn, Baciki Bliższe, Sycze, Grabarka, Końskie Góry, Radziwiłłówka, Mielnik, Wajków, Sutno, Niemirów; część zachodnia obejmuje miejscowości Arbasy, Śledzianów, Wierzchuca Nagórna, Chrołowice, Minczewo, Runice, Drohiczyn, Krupice. Obie części szlaku mają po 40 km długości, wyznaczają go znaki żółte .

### Religia
Przynależność wyznaniowa mieszkańców powiatu siemiatyckiego w 2021.
| Związek wyznaniowy                                                            | Liczba ludności | Udział % |
| ----------------------------------------------------------------------------- | --------------- | -------- |
| Kościół katolicki obrządku łacińskiego (Kościół rzymskokatolicki)             | 27 422          | 65,04    |
| Kościół prawosławny                                                           | 9 121           | 21,63    |
| Świadkowie Jehowy                                                             | 153             | 0,36     |
| Kościół katolicki obrządku bizantyjsko-ukraińskiego (Kościół greckokatolicki) | 18              | 0,04     |
| Kościół Chrystusowy w Rzeczypospolitej Polskiej                               | 16              | 0,04     |
| Kościół Ewangelicko-Augsburski                                                | 16              | 0,04     |
| Kościół Zielonoświątkowy                                                      | 10              | 0,02     |
| Kościół Chrześcijan Baptystów                                                 | 9               | 0,02     |
| Kościół Chrystusowy w Polsce                                                  | 5               | 0,01     |
| Kościół Starokatolicki Marawitów                                              | 5               | 0,01     |
| Zrzeszenie Kościołów Chrystusowych                                            | 5               | 0,01     |
| protestantyzm (ogólna deklaracja wyznaniowa)                                  | 4               | 0,01     |
| Rodzima Wiara                                                                 | 4               | 0,01     |
| nienależący do żadnego wyznania                                               | 609             | 1,44     |
| Odmawiający na pytanie o wyznanie                                             | 4 734           | 11,23    |
| nie ustalono                                                                  | 19              | 0,05     |

## Stopa bezrobocia
We wrześniu 2019 liczba zarejestrowanych bezrobotnych wynosiła 1000 osób, a stopa bezrobocia 5,8%.